# Stenshult
Stenshult is een plaats in de gemeente Orust in het landschap Bohuslän en de provincie Västra Götalands län in Zweden. De plaats heeft 68 inwoners (2005) en een oppervlakte van 15 hectare.